# Hans-Sachs-Haus

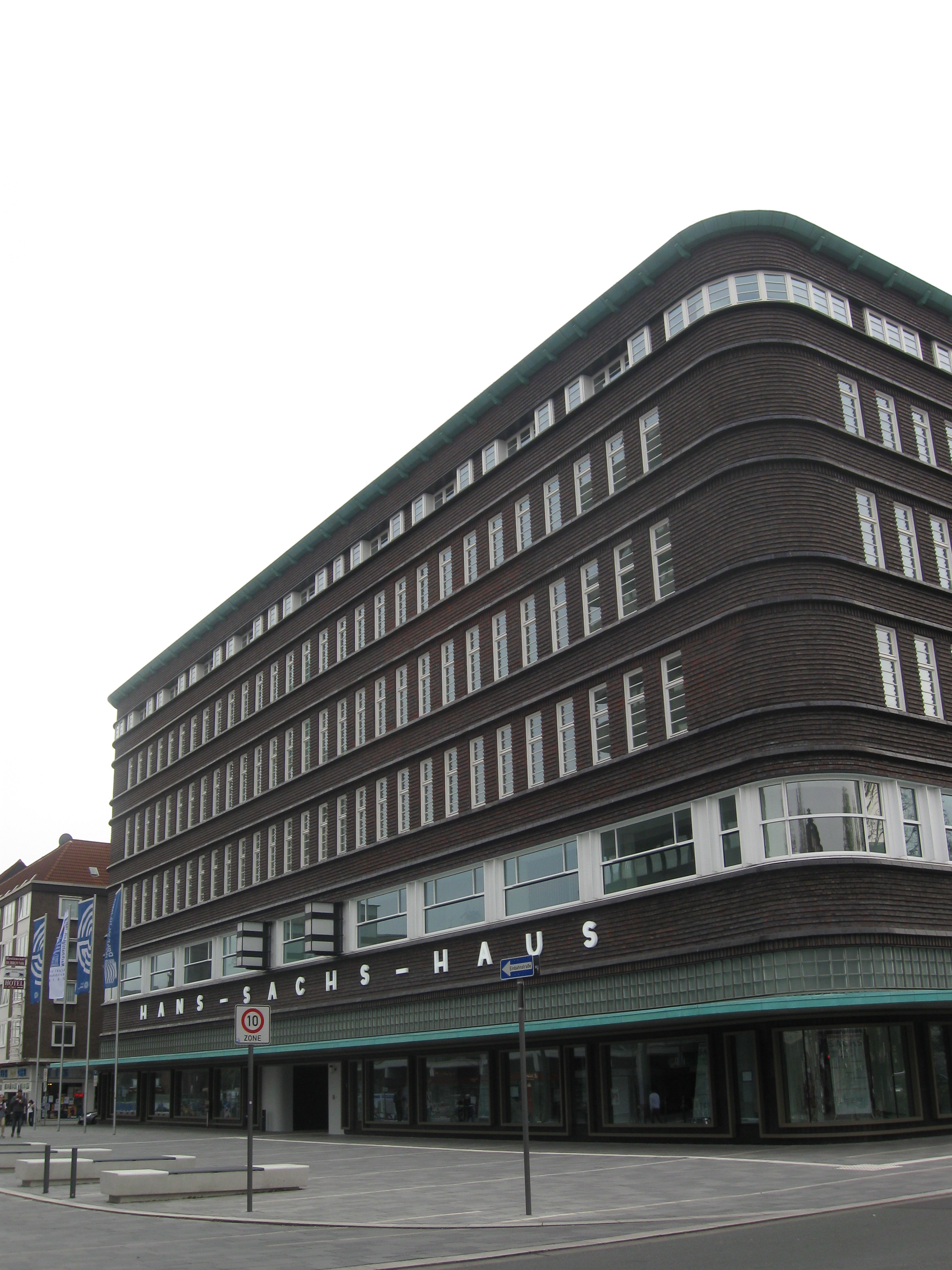
Hans-Sachs-Haus im Jahr 2014

Das Hans-Sachs-Haus in Gelsenkirchen wurde zwischen 1924 und 1927 vom Essener Architekten Alfred Fischer errichtet und ist eines der Wahrzeichen der Stadt. Ursprünglich war das Haus multifunktional (Büros, Hotel, Gastronomie, Ladenlokale, Konzertsaal u.w.) geplant; es wurde schon bald nach seiner Fertigstellung zentraler Verwaltungssitz der Stadt Gelsenkirchen. Es befindet sich an der Ebertstr. 11 in der Innenstadt, südlich des Musiktheaters im Revier.
Es handelt sich um eines der bedeutendsten Bauwerke der Moderne (vgl. z. B. „Neues Bauen“) im Ruhrgebiet und ist im Lexikon der Weltarchitektur verzeichnet. Stilistisch ist es dem Backsteinexpressionismus zuzuordnen. Die Namensgebung erfolgte nach einem Ideenwettbewerb, an welchem sich alle interessierten Bürger beteiligen konnten. Das Bauwerk, das im Krieg teilweise zerstört, später wiederaufgebaut und Ende der 1950er Jahre ergänzt wurde, weist eine Bruttogeschossfläche von rund 27.500 m² bei einem Brutto-Rauminhalt von etwa 125.000 m³ auf.

## Besonderheiten
Das im Rahmen eines Bürgerwettbewerbes nach dem Meistersinger Hans Sachs benannte Haus beherbergte ursprünglich einen Konzertsaal mit der größten erhaltenen spätromantischen Konzertorgel Europas, einer Walcker-Orgel mit 92 Registern. Die inzwischen denkmalgeschützte Orgel ist, da sie im Neubau keinen Platz fand, 2019 zu einem symbolischen Preis von einem Euro an die St.-Antonius-Kirche in Papenburg verkauft worden.
Vom Architekten Alfred Fischer stammen auch das Volkshaus in Gelsenkirchen-Rotthausen und das Verwaltungsgebäude für den Siedlungsverband Ruhrkohlenbezirk, heute RVR in Essen. Stilistisch ist das Hans-Sachs-Haus als Bindeglied zwischen Expressionismus und Neuer Sachlichkeit zu sehen, da es einerseits gebrannten Klinker, das charakteristische Material des Backsteinexpressionismus, verwendet, in seiner Formensprache aber eher dem Bauhaus oder auch der Stromlinien-Moderne nahesteht. Die Idee zu den prägnanten abgerundeten Ecken soll Fischer erst während der Bauphase gekommen sein. Bei der anschließend umgesetzten heutigen RVR-Verwaltung in Essen führte er die beim Hans-Sachs-Haus entwickelte Gestaltungslinie nahtlos fort.
Auf den Fluren des Hans-Sachs-Hauses befand sich das mutmaßlich weltweit erste Farbleitsystem (Entwurf: Max Burchartz, Professor für Gebrauchsgrafik an der Folkwangschule in Essen), das mit wandgroßen Farbfeldern in Primärfarben durch das Haus führte. Die handwerkliche Ausführung stand unter der Leitung von Burchartz’ Schüler Anton Stankowski. Das der Bauhaus-Moderne zuzurechnende Farbleitsystem wurde in der Nachkriegszeit überstrichen und geriet in Vergessenheit. Erst in den 1990er Jahren wurde es wiederentdeckt und teilweise wiederhergestellt. Im Zuge der gescheiterten Renovierung ab 2001 wurde jedoch im ganzen Haus großflächig der Wandputz abgeschlagen, wobei alle noch vorhandenen Reste des Farbleitsystems zerstört wurden. Anschließend wurde der gesamte Innenteil des Gebäudes abgerissen und durch einen Neubau ersetzt. Dieser erhielt wiederum ein Farbleitsystem, das auf dem Original der 1920er basiert.
In den Bombennächten des Zweiten Weltkriegs fanden viele Menschen Zuflucht in den Kellern des Hans-Sachs-Hauses. Bei einem Luftangriff am 19. März 1945 kamen im Luftschutzraum 81 Personen ums Leben. Teile des Hauses wurden zerstört.
Bis 1984 wurde im Hans-Sachs-Haus ein Paternosteraufzug der Firma Schindler betrieben.

## Jüngere Geschichte

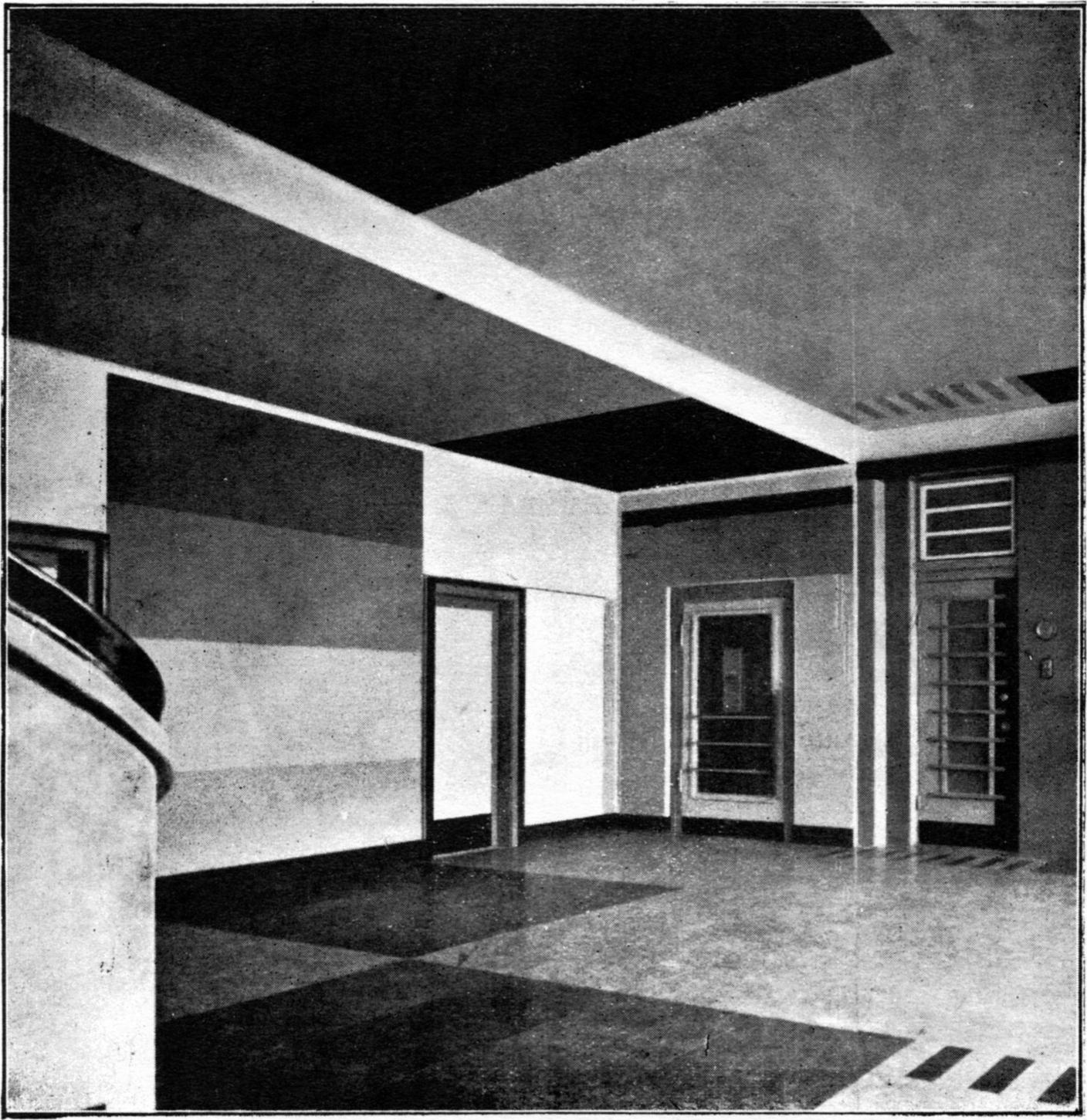
Treppenhaus im Hans-Sachs-Haus, 1927

### Sanierungs-Projekt
2001 beschloss die Stadt Gelsenkirchen, das Hans-Sachs-Haus denkmalgerecht zu sanieren. Geplant war eine Wiederherstellung des ursprünglichen Erscheinungsbildes mit einem Schriftzug über der ganzen Länge der Front, einer großen Fenstergalerie im ersten Stock, sowie einer Rekonstruktion des umlaufenden Vordaches, das nach dem Zweiten Weltkrieg entfernt worden war. Des Weiteren sollte der Saal wieder in den Originalzustand zurückversetzt und die in den 1950er Jahren eingezogene abgehängte Decke sowie andere Einbauten entfernt werden, damit wieder Tageslicht in den Saal fallen könne, wie es im Entwurf Fischers ursprünglich vorgesehen war. Die Sanierungskosten wurden auf 44 Mio. Euro angesetzt.

### Baumängel
Kurz nach Beginn der Sanierung stieß man zuerst im Saal, dann auch in anderen Teilen des Gebäudes, besonders im sogenannten Wessel-Eck auf bauliche Mängel. Ein von der Stadt beauftragter Gutachter begründete das mit Fehlern, die schon beim Bau in den 1920er Jahren, bei der Sanierung und Ergänzung nach dem Zweiten Weltkrieg und beim Erweiterungsbau Ende der 1950er Jahre gemacht wurden und die wegen der eingeschränkten Bauunterhaltung jahrzehntelang nicht aufgefallen waren.
Das Haus wurde vollständig geräumt, nachdem der für rund 1500 Personen ausgelegte Veranstaltungssaal baupolizeilich bereits vorher gesperrt worden war. Verschiedene Gutachten über den baulichen Zustand des Gebäudes bezifferten die Sanierungskosten teils recht unterschiedlich. Die höchste genannte Summe belief sich auf 143 Millionen Euro. Über die im Falle einer Sanierung tatsächlich zu erwartenden Kosten gab es jedoch starke Meinungsverschiedenheiten zwischen Fachleuten, sowie der das Hans-Sachs-Haus betreuenden Firma.

### Kontroverse

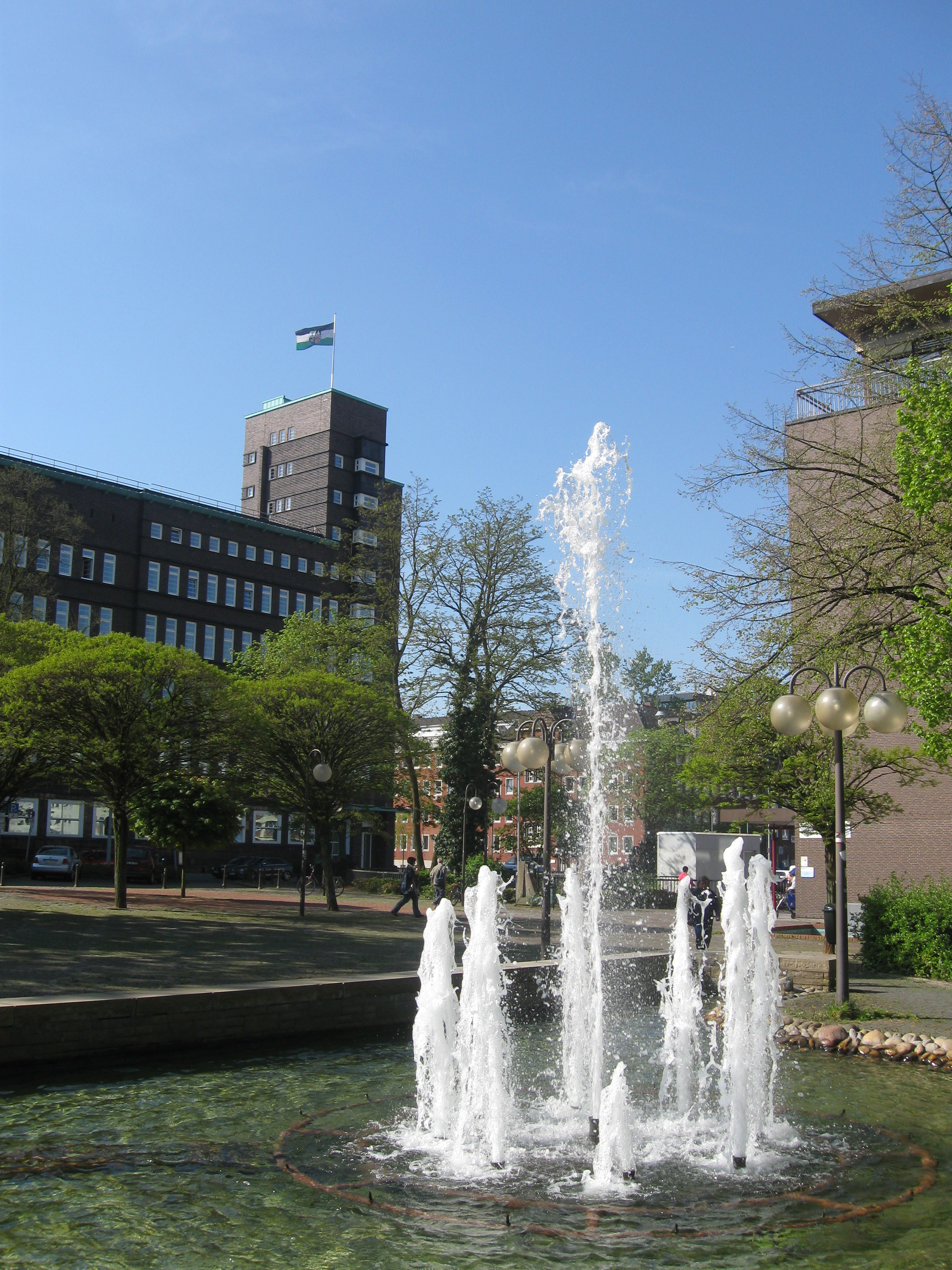
Turm des Hans-Sachs-Hauses

Der damalige Oberbürgermeister Oliver Wittke (CDU, nordrhein-westfälischer Bauminister bis Februar 2009) engagierte sich für den Erhalt des Gebäudes und schloss 2001 Verträge ab, die die Sanierung über ein Vermiet-Rückmietmodell finanzieren sollten. Dieses Vertragswerk, aber auch die Sanierung insgesamt, waren von vornherein politisch umstritten. So standen Wittkes späterer Nachfolger Frank Baranowski (SPD) sowie Teile der Fachverwaltung der Stadt dem Vorhaben und seiner Realisierung in einem PPP-Modell eher kritisch gegenüber. Das Thema wurde damit auch Gegenstand des Kommunalwahlkampfes 2004 (Kampagne „Millionengrab Hans-Sachs-Haus“).
Mit der Zeit verstärkte sich die Kritik an dem abgeschlossenen PPP-Vertrag. So argumentierten die Gegner, dass er für die Stadt äußerst ungünstig und finanziell verlustreich sei. Außerdem wurden fehlende Kündigungsrechte der Stadt thematisiert und argumentiert, dass den ausführenden Unternehmen ein hoher Generalunternehmerzuschlag zugesichert worden sei. Darüber hinaus vertreten insbesondere die der Marxistisch-Leninistischen Partei Deutschlands (MLPD) nahestehenden Vertreter im Stadtrat die These, dass bei der Beschlussfassung von der Stadtverwaltung nicht allen Entscheidungsträgern alle wichtigen Vertragsfragen bekannt gewesen seien. Zwischen der Stadtverwaltung unter dem neuen SPD-Oberbürgermeister und den Vertretern der äußersten Linken in Gelsenkirchen entzündeten sich in diesem Zusammenhang eine Reihe von politischen und rechtlichen Auseinandersetzungen.
Im September 2005 beschloss der Rat der Stadt Gelsenkirchen, den Vertrag zu kündigen, da die inzwischen in Raum stehenden Sanierungskosten für die Stadt nicht mehr tragbar seien. Damit drohte der Abbruch des neben dem Musiktheater im Revier sowie der expressionistischen Heilig-Kreuz-Kirche von Josef Franke bedeutendsten Kulturdenkmals der Stadt Gelsenkirchen. Die Frage der Vertragskündigung einerseits und des Abrisses andererseits waren dabei rechtlich unterschiedliche Verfahrensstränge.
Am 15. Dezember 2005 beschloss der Rat der Stadt auf Vorschlag des Oberbürgermeisters Frank Baranowski, das Haus abzureißen. Das zur Umsetzung dieses Beschlusses notwendige Einvernehmen mit dem Westfälischen Amt für Denkmalpflege wurde im Januar 2006 vom damaligen Landeskonservator Eberhard Grunsky erteilt. Als Begründung wurde die der Stadt nicht zumutbare finanzielle Belastung im Falle einer Sanierung genannt. Dieser Grund wurde seitdem häufig in Frage gestellt, da das Denkmalschutz-Gesetz die „unzumutbare Belastung“ nur im Falle von Privatpersonen, nicht jedoch im Falle von Kommunen vorsieht. Grunsky trat unmittelbar darauf planmäßig in den Ruhestand.

### Initiative „Licht in das Dunkel um das Hans-Sachs-Haus“

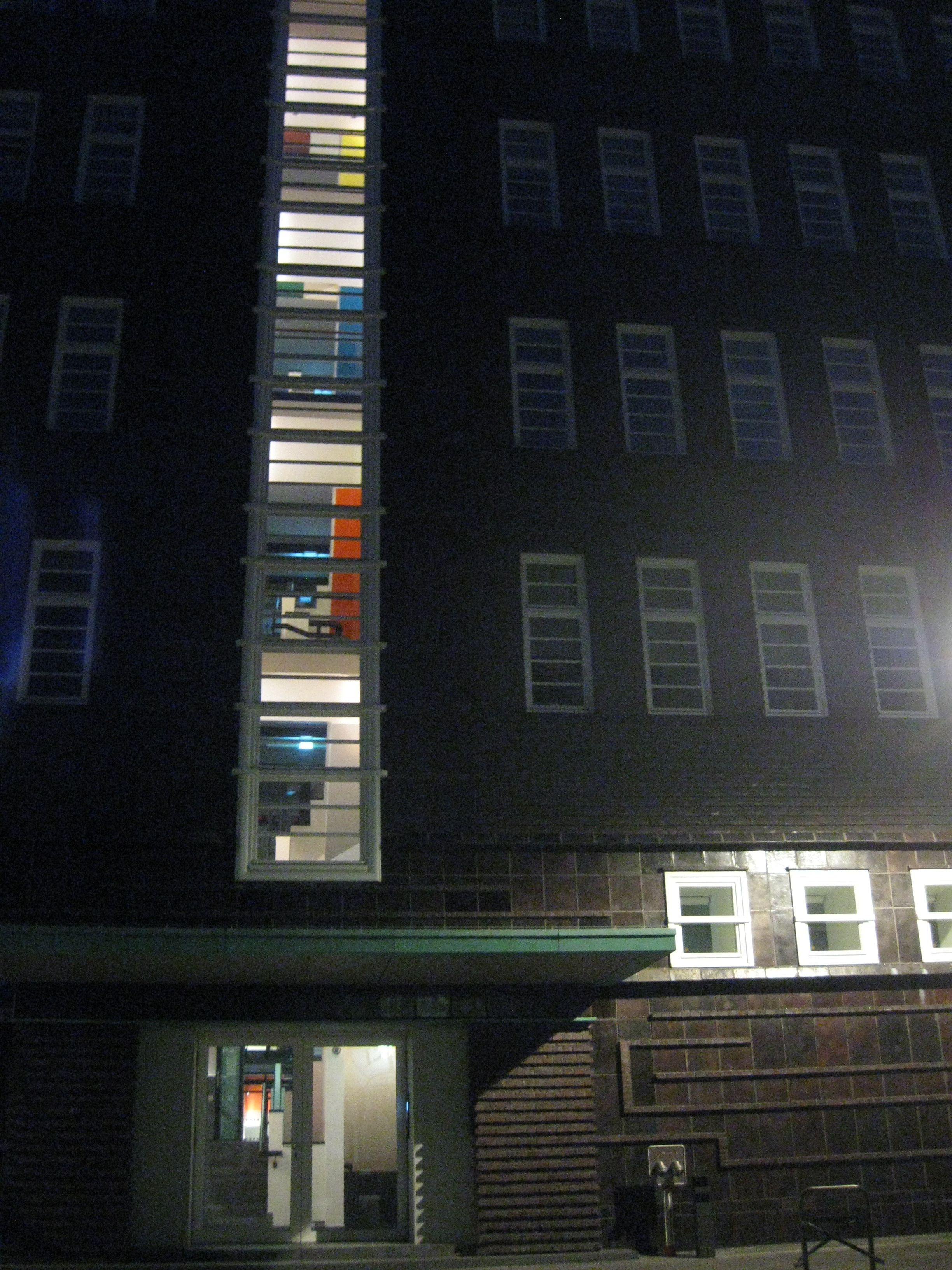
Erleuchtete Fenster des südlichen Treppenhauses bei Dunkelheit (2015). Man erkennt das wiederhergestellte Farbleitsystem nach Stockwerken.

2005 bildete sich unter Federführung der linken Fraktionen im Gelsenkirchener Rat (AUF, PDS, MLPD, WASG) und weiteren Gruppen eine Initiative, die die Aufklärung der Geschehnisse um das Hans-Sachs-Haus forderten. Dabei ging es ihnen um die Frage der Rechtmäßigkeit der abgeschlossenen Verträge und die Aufklärung des politischen Skandals. Des Weiteren wurden mehr Bürgerbeteiligung und ein Architektenwettbewerb für den Erhalt des Hauses gefordert. Dafür strebte die Initiative einen Bürgerentscheid an und überreichte der Stadt Gelsenkirchen am 25. Januar 2006 Unterschriftenlisten mit 10.010 Namen.
Im August 2006 erschien in Zusammenarbeit mit dem Vorsitzenden des deutschen Werkbundes NRW, Prof. Roland Günter, das Buch „Weltstar Hans-Sachs-Haus“.

### Bürgerforum HSH
Anfang 2006 hat der Gelsenkirchener Stadtplaner und Bauhistoriker Lutz Heidemann gemeinsam mit den Architekten Kai Kühmichel und Karin Powileit sowie Gelsenkirchener Bürgern das Bürgerforum Hans-Sachs-Haus ins Leben gerufen. Die Gruppe möchte ein moderates Gegengewicht zum offensiven politischen Vorgehen zu einer von der MLPD und anderen Vertretern der radikalen Linken dominierten Bürgerinitiative setzen und den Aspekt der kulturgeschichtlichen Bedeutung des HSH zur Diskussion beitragen.
Ziel der Gruppe ist, das Gebäude entweder ganz zu erhalten oder zumindest die Fassade in einen möglichen Neubau zu integrieren. Hierzu wurde eine Petition an Bauminister Oliver Wittke sowie an den Petitionsausschuss des Landtages aufgesetzt, der jedoch von Seiten des Landes nicht entsprochen wurde. Nach eigener Einschätzung trug die Arbeit des Bürgerforums dazu bei, dass die Stadt sich nach derzeitigem Diskussionsstand vom geplanten Totalabriss des Hans-Sachs-Hauses abgewendet hat. Die Positionen des Bürgerforums sind im Übrigen von einer über den konkreten Fall Hans-Sachs-Haus hinausgehenden grundsätzlichen Kritik an Bauvorhaben in Modellen der privaten und öffentlichen Partnerschaft (PPP-Modelle) gekennzeichnet.

### 2006

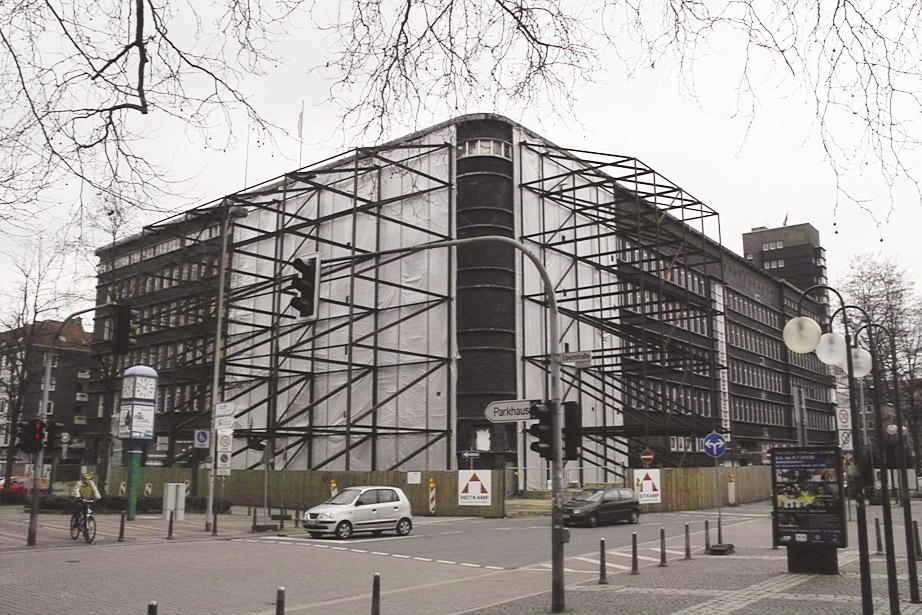
Hans-Sachs-Haus im Jahr 2005

Nachdem zwischenzeitlich der völlige Abriss des Hans-Sachs-Hauses Option war, tendierte die Stadt 2006 dazu, die maroden inneren Gebäudeteile, die im Zuge von Untersuchungen durch Gutachter stark beeinträchtigt und teilweise zerstört wurden, durch einen Neubau zu ersetzen und nur die markante Fassade sowie den Turm im Original zu erhalten. Dazu wurde im September 2006 unter Leitung des BDA-Ruhrgebiet ein Kreativ-Workshop unter Beteiligung mehrerer Architekten und Stadtplaner durchgeführt, in dem ein Konzept für einen anschließenden internationalen Architekten-Wettbewerb erarbeitet wurde. Der BDA kommentierte dies auf seiner Website mit den Worten: „Alles wird gut!“
Die Verhandlungen zur Vertragsaufhebung mit dem Investor Xeris wurden kurz vor Weihnachten 2006 erfolgreich abgeschlossen und das Hans-Sachs-Haus ging wieder in den Besitz der Stadt über. Der Investor fordert jedoch weiterhin eine Entschädigung für entgangenen Gewinn etc. Die eventuell verbleibenden Ansprüche sollen in einem Gutachterverfahren geklärt werden.
Diese Vorgehensweise der Stadtspitze wird von der äußersten Linken im Stadtrat und der von ihr geprägten Bürgerinitiative kritisiert.
Sicherlich war zu erwarten, dass bis zur Realisierung noch einige Zeit vergehen würde. Die Stadt plante nunmehr einen Architekturwettbewerb, der als Bedingung u. a. den Erhalt der historischen Fassade vorsah. Die Gesamtkosten für einen solchen Neubau wurden dabei von der Stadtverwaltung mit 50 bis 80 Millionen Euro – je nach Variante – beziffert. Dabei wird von einer Fläche von 16.500 m² ausgegangen; damit würden Gebäudeflächen und Kubatur gegenüber dem Status quo deutlich verkleinert. Der Saal soll im Rahmen dieser Konzeption nicht mehr in der historischen Anmutung und Qualität realisiert werden. Vor dem Hintergrund dieser Parameter und mit Blick auf die gegenüber allen Szenarien einer Restaurierung deutlich verzögerten Baufertigstellung (im Gespräch war seinerzeit schon 2011) wird man damit auch erst nach Fertigstellung beurteilen können, ob der eingeschlagene Weg tatsächlich wirtschaftlich günstiger war als eine Fortsetzung des ursprünglichen Konzepts. Die Landesregierung stellt für das Hans-Sachs-Haus erhebliche Fördermittel bereit.
Das Schicksal der berühmten Walcker-Orgel ist dabei noch völlig offen, da die neue Veranstaltungsstätte im Hans-Sachs-Haus konzeptionell und qualitativ für den Einsatz einer solchen Konzertorgel nicht geeignet ist.

### 2008

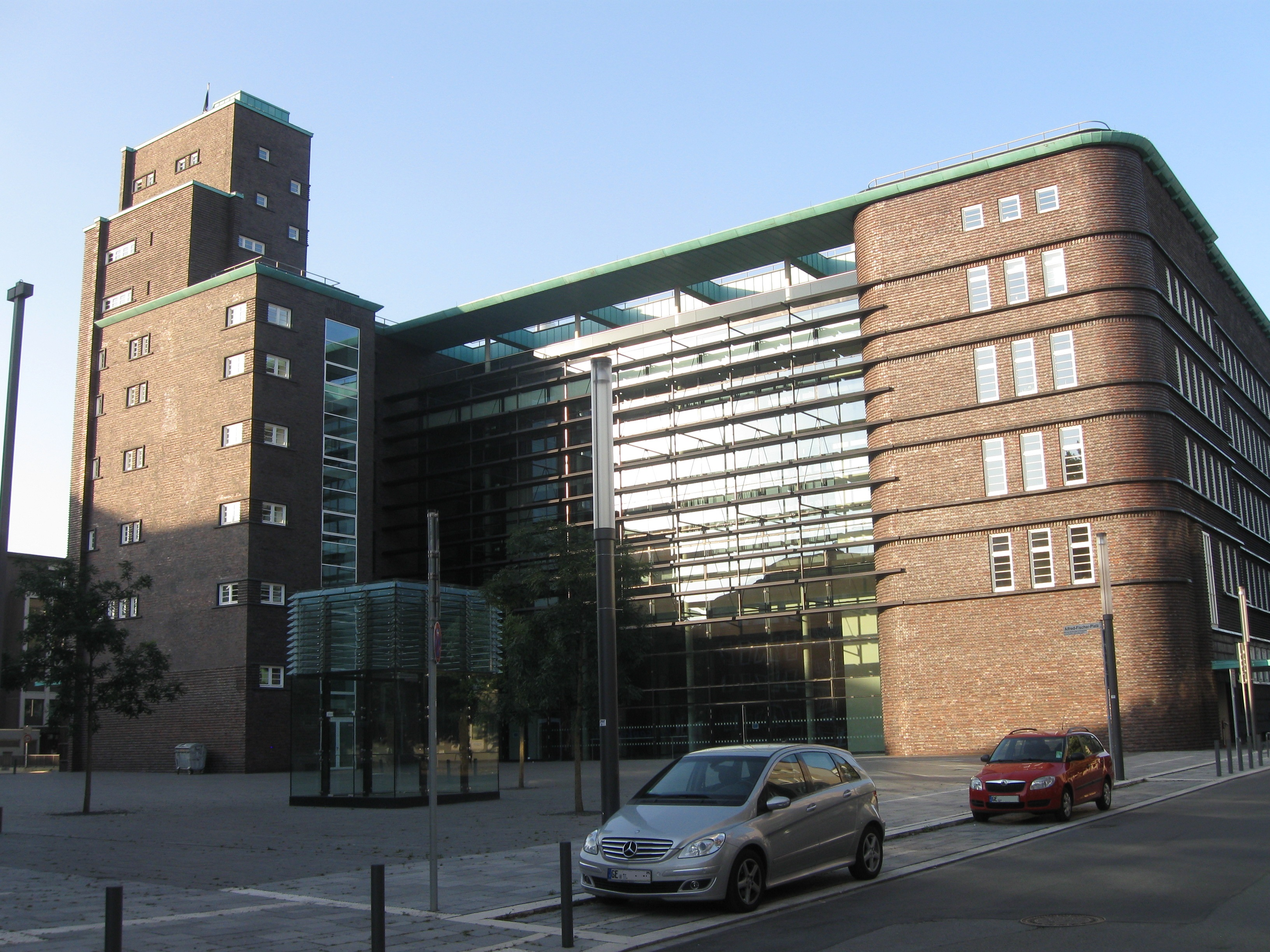
Turm und neue Glasfassade auf der Westseite des Hans-Sachs-Hauses 2014 mit dem neu gestalteten Alfred-Fischer-Platz, der an die Stelle des abgerissenen Anbaus getreten ist.

Aus dem durchgeführten Wettbewerb ging der Beitrag des Büros Gerkan, Marg und Partner (gmp) als Sieger hervor. Die Unterzeichnung des Vertrags über die Generalplanerleistungen für das „Neue Hans-Sachs-Haus“ fand am 23. Juni 2008 statt. Geplant ist nun ein Neubau unter Erhalt der denkmalgeschützten Fassade. Der Anbau aus den 50er Jahren wird abgerissen und an seine Stelle tritt ein Platz, der den Namen „Alfred-Fischer-Platz“ trägt.

### 2009
Der unweit des Hans-Sachs-Hauses befindliche „Theater-Pavillon“ wurde unter Verwendung eines Systems mobiler Wandelemente zu einer „Blue-Box“ umgestaltet, in der während der Bauzeit des neuen Hans-Sachs-Hauses über den Baufortschritt informiert werden soll.
Auch nach Vollendung des Umbaus wird die Blue-Box als Spielstätte für Kleinkunst etc. genutzt.

### Ab 2010
Der im Juni 2009 begonnene Abriss des Ratsanbaus, des großen Saals und aller innenliegenden Bauteile wurde im März 2010 abgeschlossen. Nachfolgend wurden bis zum Mai die Kellerfundamente gegossen. Die Grundsteinlegung fand am 10. September 2010 statt, das Richtfest am 15. April und die Fertigstellung des Gebäudes wurde für März 2012 erwartet. Parallel zum Umbau wurde eine Dokumentationsreihe erstellt. Ende 2011 wurde der Fertigstellungstermin auf Juni 2012 verschoben und im März 2012 der 26. September 2012 als Tag der Bauübergabe an die Stadt fixiert. Seit Mitte Juni 2012 war bekannt, dass auch dieser Übergabetermin nicht gehalten werden konnte. Der neue Termin sollte dann zwischen April und Mai 2013 liegen. Das bauleitende Architekturbüro ging außerdem davon aus, dass auch das geplante Budget von bisher 55 Mio. Euro um 5,7 Mio. überschritten werden würde. Im August 2013 wurde der Bau fertiggestellt, der insgesamt 69 Millionen Euro gekostet hatte.

## Konzertsaalorgel
Die Konzertorgel wurde 1927 vom Orgelbauunternehmen Eberhard Friedrich Walcker & Cie. (Ludwigsburg) mit 92 Registern erbaut. Während des Zweiten Weltkrieges wurde das Instrument ausgelagert. 1949 wurde es wieder aufgebaut und eingeweiht. 1955 wurde das romantische Fernwerk entfernt. 1982 wurde der Spieltisch durch einen modernen, elektrischen Spieltisch ersetzt, und in den Folgejahren wurde das Instrument umfassend umgebaut, wobei u. a. auch die pneumatischen Taschenladen durch elektrische Schleifladen ersetzt wurden. Außerdem wurde die Disposition 1989 um 12 neue Register erweitert. Das Instrument hatte bis zum Jahr 2002 insgesamt 86 Register auf vier Manualen und Pedal.
| I Hauptwerk C–c4 |                   |        |
| 01.              | Principal         | 16′    |
| 02.              | Weitprincipal     | 16′    |
| 03.              | Principal         | 08′    |
| 04.              | Fugara            | 08′    |
| 05.              | Bordun            | 08′    |
| 06.              | Rohrflöte         | 08′    |
| 07.              | Dulciana          | 08′    |
| 08.              | Octave            | 04′    |
| 09.              | Blockflöte        | 04′    |
| 10.              | Quinte            | 02 ⁄3′ |
| 11.              | Flöte             | 02′    |
| 12.              | Oktave            | 02′    |
| 13.              | Kornett I–V       | 08′    |
| 14.              | Grossmixtur IV–VI | 02 ⁄3′ |
| 15.              | Mixtur II–V       | 01 ⁄3′ |
| 16.              | Cymbel III        | 01′    |
| 17.              | Trompete          | 16′    |
| 18.              | Tuba              | 08′    |

| II Schwellwerk C–c4 |                         |         |
| 19.                 | Gedackt                 | 16′     |
| 20.                 | Flötenprincipal         | 08′     |
| 21.                 | Konzertflöte            | 08′     |
| 22.                 | Quintatön               | 08′     |
| 23.                 | Salicional              | 08′     |
| 24.                 | Unda Maris              | 08′     |
| 25.                 | Principal               | 04′     |
| 26.                 | Nachthorn               | 04′     |
| 27.                 | Spitzflöte              | 04′     |
| 28.                 | Quintflöte              | 02 ⁄3′  |
| 29.                 | Oktave                  | 02′     |
| 30.                 | Bachflöte               | 02′     |
| 31.                 | Terzflöte               | 01 3⁄5′ |
| 32.                 | Quinte                  | 01 2⁄3′ |
| 33.                 | Septime                 | 01 ⁄7′  |
| 34.                 | Sifflöte                | 01′     |
| 35.                 | Mixtur IV–VI            | 02′     |
| 36.                 | Gross-Cymbel IV–VII     | 01 ⁄3′  |
| 37.                 | Rankett                 | 16′     |
| 38.                 | Klarinette (durchschl.) | 08′     |
| 39.                 | Rohrschalmey            | 08′     |

| III Schwellwerk C–c4 |                          |        |
| 40.                  | Gambe                    | 16′    |
| 41.                  | Celloprincipal           | 08′    |
| 42.                  | Gedackt                  | 08′    |
| 43.                  | Gemshorn                 | 08′    |
| 44.                  | Viola                    | 08′    |
| 45.                  | Voix Celeste             | 08′    |
| 46.                  | Geigenprincipal          | 04′    |
| 47.                  | Quintatön                | 04′    |
| 48.                  | Orchesterflöte           | 04′    |
| 49.                  | Gemshornquinte           | 02 ⁄3′ |
| 50.                  | Schwiegel                | 02′    |
| 51.                  | Quinte                   | 01 ⁄3′ |
| 52.                  | Progressio Harm. III–V 0 | 02′    |
| 53.                  | Scharff IV               | 01′    |
| 54.                  | Dulcian                  | 16′    |
| 55.                  | Oboe                     | 08′    |
| 56.                  | Krummhorn                | 08′    |
| 57.                  | Geigenregal              | 04′    |

| IV Schwellwerk C–c4 |                      |         |
| 58.                 | Nachthorn            | 16′     |
| 59.                 | Starkprincipal       | 08′     |
| 60.                 | Viola di Gamba       | 08′     |
| 61.                 | Doppelflöte          | 08′     |
| 62.                 | Gedacktquinte        | 05 1⁄3′ |
| 63.                 | Praestant            | 04′     |
| 64.                 | Kleingedackt         | 04′     |
| 65.                 | Gemshornterz         | 01 3⁄5′ |
| 66.                 | Blockflöte           | 02′     |
| 67.                 | Gross-Kornett I–VIII | 08′     |
| 68.                 | Mixtur V             | 02′     |
| 69.                 | Fagott               | 16′     |
| 70.                 | Posaune              | 08′     |
| 71.                 | Horn                 | 08′     |
| 72.                 | Trompete             | 04′     |
| 73.                 | Celesta              |         |

| Pedalwerk C–a1 |                           |         |
| 74.            | Untersatz                 | 32′     |
| 75.            | Obertöne II               | 10 2⁄3′ |
| 76.            | Kontrabass                | 16′     |
| 77.            | Flötenbass                | 16′     |
| 78.            | Subbass                   | 16′     |
|                | Salicetbass (= Nr. 40)    | 16′     |
|                | Sanftbass (= Nr. 58)      | 16′     |
|                | Obertöne (= Nr. 62)       | 05 1⁄3′ |
| 79.            | Oktavbass                 | 08′     |
|                | Violoncello (= Nr. 41)    | 08′     |
|                | Bassflöte (= Nr. 61)      | 08′     |
| 80.            | Choralbass                | 04′     |
| 81.            | Feldflöte                 | 02′     |
| 82.            | Pedalmixtur VI            | 02 ⁄3′  |
| 83.            | Kontrabasstuba            | 32′     |
| 84.            | Basstuba                  | 16′     |
|                | Dulcianbass (= Nr. 54)    | 16′     |
| 85.            | Bassposaune               | 08′     |
|                | Basstrompete (= Nr. 72) 0 | 04′     |
| 86.            | Singend Kornett           | 02′     |

In den Jahren 2002 bis 2007 wurde das Instrument durch die Orgelbauer Seifert (Kevelaer) umfassend restauriert, mit dem Ziel, das Instrument weitgehend in den Ursprungszustand von 1927 zurückzuversetzen, und die technische Anlage dem neuesten Stand anzupassen. Abgesehen von der Restaurierung des Pfeifenwerks wurden die Schleifladen durch elektropneumatische Taschenladen ersetzt, ein neuer Spieltisch gebaut, der dem Spieltisch von 1927 nachempfunden wurde, und insbesondere auch das zwischenzeitlich entfernte Fernwerk rekonstruiert. Von den in den 1980er Jahren hinzugefügten Registern sind sechs Register erhalten geblieben, die zwar vom Spieltisch aus angesteuert werden können, allerdings außerhalb der Orgel Aufstellung finden werden.
Das Instrument hat nun – entsprechend der ursprünglichen Disposition aus dem Jahr 1927–92 Register (davon sieben Transmissionen), zuzüglich der sechs Register von 1989, mit insgesamt 7262 Pfeifen auf vier Manualen und Pedal. Das Fernwerk wird vom vierten Manual aus angespielt.
Da im neuen Hans-Sachs-Haus kein für die Orgel passender Saal entstand, wurde sie nach der Restaurierung bei der Orgelbau-Werkstatt Seifert eingelagert. Am 18. Mai 2017 beschloss der Rat der Stadt Gelsenkirchen, die Orgel der Pfarrgemeinde St. Antonius in Papenburg für den symbolischen Betrag von einem Euro zu überlassen.